# 櫟信平
櫟 信平（いちい しんぺい、1925年6月26日 - 2008年6月10日）は京都府京都市出身のプロ野球選手（内野手）・コーチ。

## 経歴
同志社大学は実力で合格し、トップを争うほどの秀才であった。関西六大学リーグでは3季連続で首位打者を獲得し、大阪タイガースも獲得を目指していたが、1949年に既に契約していた東急フライヤーズへ入団。4月6日の大映戦（後楽園）に6番・一塁手で初出場を果たし、同9日の中日戦（後楽園）で杉下茂から初安打・初本塁打・初打点を記録。13日の大阪戦（西宮）では打球がフェンス天辺に当たってフィールドに跳ね返った事を審判団が確認したうえで本塁打と認めたが、連盟提訴の結果規則解釈の誤りとされ無効試合となったため後日取り消しとなった 。1年目は99試合に出場したが、大下弘とトラブルを起こす。1950年に大阪タイガースへ移籍し、自己最多の109試合出場で11本塁打を放つ。守備の良い一塁手として活躍し、川上哲治と同じ背番号16の左打ちの一塁手と言うことで、巨人戦で一塁に出塁すると「ニセモノ!」という野次が飛んだという。1951年にも105試合に出場してレギュラーを守ったが、1952年に胸部疾患が発見されて東京の病院に入院。同年は治療のため出場ゼロに終わり、1953年に現役を引退。
引退後は大阪→阪神の一軍打撃コーチ（1960年 - 1962年, 1974年）、二軍打撃・守備コーチ（1963年）、スカウト（1964年 - 1973年, 1975年 - 1976年）を歴任。コーチ1年目の1960年には現役志願してキャンプで打撃練習をしたほか、3年目の1962年にはリーグ優勝に貢献。スカウト時代には掛布雅之を獲得し、コーチ復帰した1974年には1年目の掛布やボビー・テーラーを指導。　
阪神退団後は中央区銀座に靴店を構え、1983年からは近鉄バファローズのスカウトに就任。
2008年6月10日、老衰のため死去。82歳没。

## 詳細情報

### 年度別打撃成績
| 年 度     | 球 団     | 試 合 | 打 席 | 打 数 | 得 点 | 安 打 | 二 塁 打 | 三 塁 打 | 本 塁 打 | 塁 打 | 打 点 | 盗 塁 | 盗 塁 死 | 犠 打 | 犠 飛 | 四 球 | 敬 遠 | 死 球 | 三 振 | 併 殺 打 | 打 率 | 出 塁 率 | 長 打 率 | O P S |
| --------- | --------- | ----- | ----- | ----- | ----- | ----- | -------- | -------- | -------- | ----- | ----- | ----- | -------- | ----- | ----- | ----- | ----- | ----- | ----- | -------- | ----- | -------- | -------- | ----- |
| 1949      | 東急      | 99    | 298   | 259   | 23    | 62    | 13       | 2        | 8        | 103   | 42    | 3     | 2        | 0     | --    | 39    | --    | 0     | 44    | --       | .239  | .339     | .398     | .737  |
| 1950      | 阪神      | 109   | 320   | 282   | 36    | 70    | 8        | 4        | 11       | 119   | 48    | 5     | 0        | 2     | --    | 34    | --    | 2     | 45    | 2        | .248  | .333     | .422     | .755  |
| 1951      | 阪神      | 105   | 345   | 309   | 38    | 74    | 11       | 2        | 6        | 107   | 35    | 2     | 0        | 2     | --    | 32    | --    | 2     | 24    | 1        | .239  | .315     | .346     | .661  |
| 通算：3年 | 通算：3年 | 313   | 963   | 850   | 97    | 206   | 32       | 8        | 25       | 329   | 125   | 10    | 2        | 4     | --    | 105   | --    | 4     | 113   | 3        | .242  | .328     | .387     | .716  |

### 背番号
- 5（1949年）
- 16（1950年 - 1953年）
- 65（1960年 - 1963年）
- 72（1974年）